# 錦野旦
錦野 旦（にしきの あきら、1948年12月14日 - ）は、日本の歌手、俳優、タレント。本名は錦野 明（読み同じ）。
旧芸名はにしきの あきら。父・母・弟・妹の5人家族。血液型A型。身長176cm、65kg（1976年2月）。

## 概要
アイドル歌手として1970年代初めから半ばにかけ、その精悍（）な風貌と抜群の歌唱力を武器に10代から30代の女性に人気を博す。特に芸能人大運動会（水泳大会含め）では、同期（1970年）デビューの野村真樹（野村将希）と共に抜群の運動神経を披露していた。1970年代後半は東映映画やドラマ等で活躍した。
1990年代以降は、『とんねるずの生でダラダラいかせて!!』に出演したのをきっかけに再ブレイク、バラエティ番組に多く出演するようになった。『生ダラ』には準レギュラー的に頻繁に出演、番組内で「スターにしきの」と呼ばれたのをきっかけに、これが二つ名として定着。『生ダラ』最終回には「僕の再デビューは『生ダラ』」と発言している。また『『ぷっ』すま』では、常人には全く食べられないハチャメチャな料理をいとも簡単に平らげてしまうことから「鉄の胃袋の持ち主」の異名を得ている。

## 国籍
1961年、家族と共に韓国籍から日本に帰化。
アイドルとして人気絶頂にあった1972年、自身が帰化した韓国系日本人であることを週刊誌で公表している。「全アジアはひとつだと思っているし、秀吉の侵略以来自分たちは被害者なのだから、なぜ隠すのかよくわからない、隠す必要もないしわざわざ言うこともない、普通にとってくれればいい」と言う。
その一方で「過去、文化的に優位にあった朝鮮半島の出自であることに優越感を感じる」とも。
1970年の山村政明（帰化した早稲田大学学生）の焼身自殺は、直後に起きた三島由紀夫の死よりも衝撃だったと言う。錦野自身は帰化について、その国で生まれ、仕事をし、その国で死んでいくつもりなら、当然すべきことであると考えている。

## 経歴
大分県大分市出身。大分県立芸術短期大学附属別府緑ヶ丘高等学校在学中は体操のオリンピック選手を夢見て血のにじむような練習に励んでいたが、体格が体操に相応しくないことを悟り、高校3年の時に体操部を退部し吹奏楽部に転部した。1967年春の卒業と同時に社交ダンスの先生である父に紹介された別府のナイトクラブ『ナポリ』で、トランペット第三奏を吹いたり、コンボ編成のベースを奏いたり、時折唄っていたりと活動した。
そんなある日、森進一を発掘した鹿児島市天文館の『キャバレー・エンパイア』の創業者であった吉井勇吉がたまたま『ナポリ』へ遊びに来ており、美川憲一の『柳ヶ瀬ブルース』を唄い終わった明に『うちへ来て歌わないかね？』と持ちかける。『エンパイア』の専属になって3ヶ月後には音楽家の浜口庫之助を紹介され上京、赤坂にあった浜口の自宅マンションで住み込みの運転手をしながら猛レッスンを積む。やがて浜口の事務所であるミュージック・ショップに籍を置き、1970年5月1日、「にしきのあきら」の芸名でCBSソニーより浜口の作詞・作曲による「もう恋なのか」で、男性アイドル歌手としてデビューした。
デビュー後は世田谷区駒沢の今村マネージャー宅の4畳半で下宿生活を始める。歌手デビュー当時は、レコード会社と所属芸能事務所の方針により実年齢より3歳若い昭和26年（1951年）生まれとされていた。そのデビュー時称されたキャッチフレーズは、「ソニー演歌の騎士（ナイト）」であった。同曲は1970年末放送のTBSテレビ「第12回日本レコード大賞」で最優秀新人賞を受賞。さらに同日、大晦日放映のNHKテレビ「NHK紅白歌合戦」（第21回）にも初出場を果たす。ブロマイド年間売上実績で第1位を獲得。翌1971年には「空に太陽がある限り」が、オリコンチャート週間最高3位（同年年間29位）の大ヒット、自身の代表曲とも成った。
以後も高いアイドル人気を保持しヒット曲を放つものの、1976年にそれまで連続出場していた紅白歌合戦に落選。翌1977年10月15日、ポルノ女優から大麻を譲り受けた疑いによって大麻取締法違反で逮捕された（後に不起訴）。さらにマネージャーが勝手ににしきの名義で多額の借金を作り失踪。一転して波乱の芸能生活を送る。

### 長髪から短髪へ
1979年に『戦国自衛隊』で演じた陸上自衛官役で、らしく見せるためにそれまでのトレードマークであった7：3の長髪スタイルからスポーツ刈りに短く髪を切り、それ以来自衛隊スタイルの髪型を貫いている。
1990年代になって、アニメ『ちびまる子ちゃん』の「まるちゃんブロマイドをなくす」で注目を浴びたことでバラエティ番組に再出演するきっかけとなり、ドラマ『雪の蛍』（東海テレビ）に出演して俳優としても開花する。それを皮切りに『ビートたけしのお笑いウルトラクイズ』で意外な注目を集め、その後『とんねるずの生でダラダラいかせて!!』では、福澤朗から裏スターとしていじられ（その際の本当のスターは神田正輝）、これを契機に「スターにしきの」のキャラクターで再び脚光を浴びるようになってゆく。
2000年、芸名を「錦野旦」と改め、テレビ番組、映画、舞台で活躍。
結婚を二度経験。1980年に女優・武原英子と結婚、2人の女児を授かるが、武原は1996年12月18日、乳癌により死去（50歳没）。その後2000年3月3日、元客室乗務員で錦野の個人事務所の専務をしていた力丸ヒロ子（通称：力丸専務）と再婚（公表は同年8月）。
2013年8月15日の第68周年光復節中央記念式典で歌を歌った。
2015年、第16回ベストスイマー賞を受賞。

## 出演

### テレビドラマ
- ザ★ゴリラ7（1975年4月 - 10月、NET系） - 緒方譲治 役
- ご存知 女ねずみ小僧（1977年、CX） - 巳之助 役
- 孤独の賭け（1978年、12ch）
- 七人の刑事 第69話（1979年、TBS）
- 新・座頭市 第3シリーズ 第18話「犬と道連れ」（1979年、CX / 勝プロ）
- 日曜恐怖シリーズ「呪われた大時計 ネジの叫び」（1979年、KTV制作）
- 土曜ワイド劇場（ANB系）
  - 吸血鬼ドラキュラ神戸に現わる（1979年、ABC制作）
  - 京都殺人案内3 嫁ぎ先の謎（1980年、ABC制作）
  - 十和田湖に消えた女（1982年、ABC制作）
  - 黒い喪章の女（1983年）
  - 笹沢佐保の裸の家族 仙台-東京ダブル殺人事件（1986年）
- 鉄道公安官 第38話「逃亡公安官を追え!」（1980年、ANB）
- あいつと俺（1980年、12ch）
- 木曜ゴールデンドラマ（NTV）
  - 誘拐からの脱出（1980年）
- 悪党狩り 第1話「地獄の道中手形」（1980年、12ch / 松竹 / 藤映像コーポレーション） - 三枝 役
- 必殺仕事人 第60話「狙い技仁義無用斬り」（1980年、ABC制作・ANB系放送） - 時次郎 役
- 影の軍団II 第6話「魔界に消えた女」（1981年、KTV / 東映）- 宇之吉 役
- 火曜劇場 ダウンタウン物語（1981年、NTV）
- 警視庁殺人課（1981年、ANB / 東映）
  - 第6話「殺意のコネクション」
  - 第16話「ダイナマイト殺人事件 幻のチャンピオン」
- ザ・サスペンス（TBS）
  - 遠きに目ありて（1982年）
  - 刑事ガモさんII さらば愛するテニス妻よ（1982年）
  - 女の中の悪魔シリーズ2 妖精が悪魔のように忍びよる（1983年）
  - 私の愛した女 深夜の法医学教室（1983年）
- 源九郎旅日記 葵の暴れん坊 第17話「瀬戸は夕焼け 夫婦舟」（1982年、ANB / 東映） - 辰吉 役
- 暁に斬る! 第7話（1982年、KTV制作・CX系放送）
- 柳生十兵衛あばれ旅 第5話「八百万石を狙う男」（1982年、ANB） - 駿河大納言忠長 役
- 遠山の金さん（ANB）
  - 第33話「戦慄! 十五発の殺人爆裂弾」（1982年）
  - 第99話「幻の秘宝 奥能登から来た女!」（1984年）
- 月曜ワイド劇場（ANB）
  - 内嫁戦争（1983年）
- 火曜サスペンス劇場（NTV）
  - 襲われて 私を救った青年が殺人者!?（1983年）
- 大岡越前（TBS / C.A.L）
  - 第8部
    - 第13話「復讐唐人剣」（1984年10月15日） - 菊太郎 役
    - 第21話「凶賊お役者小僧」（1984年12月10日） - 和吉 役

  - 第9部 第18話「過去を消した女」（1986年2月24日） - 房吉 役
  - 第10部 第11話「義賊の息子は凶悪犯」（1988年5月2日） - 政吉 役
- 大河ドラマ（NHK）
  - 山河燃ゆ（1984年） - ジロー武藤 役
  - 北条時宗（2001年） - 潘阜 役
- 昭和ラプソディ（1985年、TBS）
- 刑事物語'85 第7話（1985年、NTV）
- なみだ色のトランプ（1985年、CX）
- 夏の特選サスペンス(4) 詐欺師の旅（1986年、TBS）
- 女ふたり捜査官 第4話「女刑事に殺人鬼の手が！」（1986年、ABC / テレパック）
- 松本清張の「絢爛たる流離」第3話（1987年、ANB / 松竹）
- 江戸を斬るVII 第5話「潜入深川無法地帯」（1987年、TBS / C.A.L） - 亥之助 役
- 長七郎江戸日記スペシャル 「天下を取れ!仕掛けられた反乱」（1988年4月、NTV / ユニオン映画）
- その人の名を知らず（1989年、NHK）
- 刑事貴族 第2話（1990年、NTV）
- 雪の蛍（1991年1月 - 3月、THK製作、CX系放送） - 桐島 役
- ドラマ30 許されぬ唄（1992年、CBC制作・TBS系放送）
- 正月ドラマ いい旅いい夢いい女（1999年、NHK）
- 鬼の棲家（1999年、CX）
- 金曜エンタテイメント 花瀬ちなつの殺人スクープ（2000年、CX）
- ラブジャッジ2（2004年、TBS）
- やつらは多分宇宙人!（2010年1月9日 - 3月13日、BSフジ） - Mr.NISHIKINO 役（レギュラー）

### 映画
- 野良猫ロック ワイルド・ジャンボ（1970年・日活）
- 男組（1975年、東映） - 中条浩介 役
- 新宿酔いどれ番地 人斬り鉄（1977年、東映） - 松永数男 役
- 日本の首領 野望篇（1977年、東映） - 片岡組若衆 若宮洋一郎 役
- 沖縄10年戦争（1978年、東映） - 知念保 役
- 戦国自衛隊（1979年、東宝／角川映画） - 菊池弘次 一士 役
- 動乱（1980年、東映） - 野上光晴 役
- はだしのゲン PART3 ヒロシマのたたかい（1980年） - 熊井少尉 役
- 制覇（1982年、東映） - 酒田組系 浪華殉国団 近江友記 役
- 修羅の群れ（1984年東映） - 輪田久吉 役
- 落陽（1992年、日活） - 土門正吾 役
- 修羅がゆく8 首都血戦（1998年、東映） - 元・岸田組幹部 木島雅之 役
- 市民ポリス69（2011年）- 啓介 役

### ミュージカル
- 新・演歌の花道（2002年、新宿コマ劇場・梅田コマ劇場）
- 伝説のステージ FOREVER'70s-青春-（2003年、中日劇場・新宿コマ劇場・梅田コマ劇場）

### CM
- 全日本空輸 「ピンガ夏旅割」
- エイデン 「携帯電話・ワンセグ」
- NEC「スピークス」
- 味の素 「マリーナ」
- 東京電力 「電気温水器」
- P&G 「ボールド」
- アートネイチャー
- 福屋工務店（関西ローカル）
- イートアンド「大阪王将」（関西・東北ローカル）
- 医療法人社団直悠会「にしたんクリニック」[13]

### その他の番組
- とんねるずの生でダラダラいかせて!!（日本テレビ）
- THE夜もヒッパレ（日本テレビ） - TUBEの楽曲など、数多くの曲をカヴァー
- とんねるずのみなさんのおかげでした（フジテレビ）
- 世界体操東京2011（フジテレビ）
- スター☆ドラフト会議（2011年4月12日 - 2013年3月5日、日本テレビ） - 準レギュラー
- 土曜スペシャル（テレビ東京）
- めちゃ×2イケてるッ!（フジテレビ）
- しくじり先生 俺みたいになるな!!（テレビ朝日）
- ダウンタウンDX（読売テレビ）
- ダウンタウンのガキの使いやあらへんで! ネコババ王グランプリ（日本テレビ）
- 水曜日のダウンタウン（TBS）
- あいらぶ土曜日（OHK）
- 乃木坂スター誕生!（2021年5月25日、日本テレビ）

他多数

### NHK紅白歌合戦出場歴
| 年度/放送回               | 回 | 曲目               | 出演順 | 対戦相手           | 備考 |
| ------------------------- | -- | ------------------ | ------ | ------------------ | ---- |
| 1970年（昭和45年）/第21回 | 初 | もう恋なのか       | 16/24  | 西田佐知子         |      |
| 1971年（昭和46年）/第22回 | 2  | 空に太陽がある限り | 2/25   | ピンキーとキラーズ |      |
| 1972年（昭和47年）/第23回 | 3  | 嵐の夜             | 4/23   | 渚ゆう子           |      |
| 1973年（昭和48年）/第24回 | 4  | はじめは片想い     | 14/23  | 天地真理           |      |
| 1974年（昭和49年）/第25回 | 5  | 花の唄             | 15/25  | あべ静江           |      |
| 1975年（昭和50年）/第26回 | 6  | 赤い恋のバラード   | 9/24   | 森昌子             |      |

注意点
- 出演順は「出演順/出場者数」で表す。

## ディスコグラフィ

### シングル
| #                                 | 発売日                            | A/B面                             | タイトル                          | 作詞                              | 作曲                               | 編曲                              | 規格品番                          |
| にしきのあきら 名義               | にしきのあきら 名義               | にしきのあきら 名義               | にしきのあきら 名義               | にしきのあきら 名義               | にしきのあきら 名義                | にしきのあきら 名義               | にしきのあきら 名義               |
| CBS・ソニーレコード → CBS・ソニー | CBS・ソニーレコード → CBS・ソニー | CBS・ソニーレコード → CBS・ソニー | CBS・ソニーレコード → CBS・ソニー | CBS・ソニーレコード → CBS・ソニー | CBS・ソニーレコード → CBS・ソニー  | CBS・ソニーレコード → CBS・ソニー | CBS・ソニーレコード → CBS・ソニー |
| --------------------------------- | --------------------------------- | --------------------------------- | --------------------------------- | --------------------------------- | ---------------------------------- | --------------------------------- | --------------------------------- |
| 1                                 | 1970年 5月1日                     | A面                               | もう恋なのか                      | 浜口庫之助                        | 浜口庫之助                         | 森岡賢一郎                        | SONA-86110                        |
| 1                                 | 1970年 5月1日                     | B面                               | 今夜は恋空                        | 浜口庫之助                        | 浜口庫之助                         | 森岡賢一郎                        | SONA-86110                        |
| 2                                 | 1970年 9月21日                    | A面                               | 愛があるなら年の差なんて          | 有馬三恵子                        | 海老沼裕                           | 森岡賢一郎                        | SONA-86146                        |
| 2                                 | 1970年 9月21日                    | B面                               | 夜は夢の世界                      | 浜口庫之助                        | 浜口庫之助                         | 森岡賢一郎                        | SONA-86146                        |
| 3                                 | 1971年 2月10日                    | A面                               | 空に太陽がある限り                | 浜口庫之助                        | 浜口庫之助                         | 小杉仁三                          | SONA-86166                        |
| 3                                 | 1971年 2月10日                    | B面                               | 恋の旅路                          | 浜口庫之助                        | 浜口庫之助                         | 小杉仁三                          | SONA-86166                        |
| 4                                 | 1971年 6月1日                     | A面                               | 熱い涙                            | 浜口庫之助                        | 浜口庫之助                         | 小杉仁三                          | SONA-86187                        |
| 4                                 | 1971年 6月1日                     | B面                               | 君のために                        | 浜口庫之助                        | 浜口庫之助                         | 小杉仁三                          | SONA-86187                        |
| 5                                 | 1971年 9月21日                    | A面                               | 心に火をつけて                    | 阿久悠                            | 浜口庫之助                         | 小杉仁三                          | SONA-86201                        |
| 5                                 | 1971年 9月21日                    | B面                               | 恋にドン・タッチ                  | 宴ゆり                            | 浜口庫之助                         | 小杉仁三                          | SONA-86201                        |
| 6                                 | 1972年 1月21日                    | A面                               | 愛をありがとう                    | 阿久悠                            | 浜口庫之助                         | 葵まさひこ                        | SONA-86211                        |
| 6                                 | 1972年 1月21日                    | B面                               | 夢をもう一度                      | 阿久悠                            | 浜口庫之助                         | 葵まさひこ                        | SONA-86211                        |
| 7                                 | 1972年 4月21日                    | A面                               | マミー・ブルー                    | 長恭子                            | H.Giraud                           | 葵まさひこ                        | SOLA-18                           |
| 7                                 | 1972年 4月21日                    | B面                               | オー・シャンゼリゼ                | 【歌唱：南沙織】                  | 【歌唱：南沙織】                   | 【歌唱：南沙織】                  | SOLA-18                           |
| 8                                 | 1972年 5月1日                     | A面                               | 嵐の夜                            | 浜口庫之助                        | 浜口庫之助                         | 小杉仁三                          | SOLA-20                           |
| 8                                 | 1972年 5月1日                     | B面                               | 青空の夢                          | 浜口庫之助                        | 浜口庫之助                         | 小杉仁三                          | SOLA-20                           |
| 9                                 | 1972年 8月21日                    | A面                               | 夢ならさめて                      | 山上路夫                          | 鈴木邦彦                           | 鈴木邦彦                          | SOLA-44                           |
| 9                                 | 1972年 8月21日                    | B面                               | 今日からは                        | 田山雅充                          | 田山雅充                           | 青木望                            | SOLA-44                           |
| 10                                | 1972年 11月21日                   | A面                               | 城ヶ島慕情                        | 山上路夫                          | 鈴木邦彦                           | 鈴木邦彦                          | SOLY-9                            |
| 10                                | 1972年 11月21日                   | B面                               | 朝もやに消える                    | 山上路夫                          | 鈴木邦彦                           | 鈴木邦彦                          | SOLY-9                            |
| 11                                | 1973年 3月21日                    | A面                               | 僕はおまえが好きなんだ            | 浜口庫之助                        | 浜口庫之助                         | 竜崎孝路                          | SOLB-8                            |
| 11                                | 1973年 3月21日                    | B面                               | 雨の夜の花びら                    | 浜口庫之助                        | 浜口庫之助                         | 竜崎孝路                          | SOLB-8                            |
| 12                                | 1973年 4月13日                    | A面                               | ピポピポ旅行                      | 山上路夫                          | かまやつひろし                     | 馬飼野康二                        | SOLB-42                           |
| 12                                | 1973年 4月13日                    | B面                               | いいじゃないか                    | 山上路夫                          | かまやつひろし                     | 馬飼野康二                        | SOLB-42                           |
| 13                                | 1973年 7月1日                     | A面                               | 僕はもう泣かない                  | 浜口庫之助                        | 浜口庫之助                         | 馬飼野康二                        | SOLB-48                           |
| 13                                | 1973年 7月1日                     | B面                               | 愛の木蔭に                        | 浜口庫之助                        | 浜口庫之助                         | 馬飼野康二                        | SOLB-48                           |
| 14                                | 1973年 9月1日                     | A面                               | はじめは片想い                    | 浜口庫之助                        | 浜口庫之助                         | 馬飼野俊一                        | SOLB-67                           |
| 14                                | 1973年 9月1日                     | B面                               | さよならの海                      | 田山雅充                          | 田山雅充                           | 青木望                            | SOLB-67                           |
| 15                                | 1973年 12月5日                    | A面                               | 太陽への挑戦                      | 糸山英太郎                        | 川口真                             | 川口真                            | SOLB-91                           |
| 15                                | 1973年 12月5日                    | B面                               | 明日の日記                        | 糸山英太郎                        | 川口真                             | 川口真                            | SOLB-91                           |
| 16                                | 1974年 3月1日                     | A面                               | 青春の条件                        | なかにし礼                        | 川口真                             | 川口真                            | SOLB-115                          |
| 16                                | 1974年 3月1日                     | B面                               | 君にしあわせを                    | なかにし礼                        | 川口真                             | 川口真                            | SOLB-115                          |
| 17                                | 1974年 7月1日                     | A面                               | 花の唄                            | 千家和也                          | 井上忠夫                           | 高田弘                            | SOLB-158                          |
| 17                                | 1974年 7月1日                     | B面                               | 海の見える窓                      | 千家和也                          | 田辺信一                           | 田辺信一                          | SOLB-158                          |
| 18                                | 1974年 11月1日                    | A面                               | 愛のぬけがら                      | 藤公之介                          | 増田豊                             | 竜崎孝路                          | SOLB-192                          |
| 18                                | 1974年 11月1日                    | B面                               | 愛の糸                            | 藤公之介                          | 増田豊                             | 竜崎孝路                          | SOLB-192                          |
| 19                                | 1975年 5月1日                     | A面                               | 罪の色                            | 山口洋子                          | 平尾昌晃                           | 森岡賢一郎                        | SOLB-258                          |
| 19                                | 1975年 5月1日                     | B面                               | 白い貝がら                        | 山口洋子                          | 平尾昌晃                           | 森岡賢一郎                        | SOLB-258                          |
| 20                                | 1975年 9月21日                    | A面                               | 赤い恋のバラード                  | 浜口庫之助                        | 浜口庫之助                         | 高田弘                            | SOLB-304                          |
| 20                                | 1975年 9月21日                    | B面                               | 俺はひとり                        | わだじゅんこ                      | 浜口庫之助                         | 高田弘                            | SOLB-304                          |
| 21                                | 1976年 1月21日                    | A面                               | 悪人志願                          | 阿久悠                            | 井上忠夫                           | あかのたちお                      | SOLB-359                          |
| 21                                | 1976年 1月21日                    | B面                               | 反逆のブルース                    | 阿久悠                            | 井上忠夫                           | あかのたちお                      | SOLB-359                          |
| 22                                | 1976年 6月21日                    | A面                               | 風の街                            | 吉田健美                          | 杉本真人                           | あかのたちお                      | 06SH-21                           |
| 22                                | 1976年 6月21日                    | B面                               | 都会                              | 吉田健美                          | 杉本真人                           | あかのたちお                      | 06SH-21                           |
| 23                                | 1976年 10月21日                   | A面                               | 遠い灯り                          | 吉田健美                          | 杉本真人                           | ジュン南原                        | 06SH-67                           |
| 23                                | 1976年 10月21日                   | B面                               | 帰郷                              | 吉田健美                          | 杉本真人                           | ジュン南原                        | 06SH-67                           |
| 24                                | 1977年 5月21日                    | A面                               | がんばれ元気                      | 小池一夫                          | 小林亜星                           | 高田弘                            | 06SH-157                          |
| 24                                | 1977年 5月21日                    | B面                               | 元気のロード                      | 小池一夫                          | 小林亜星                           | 高田弘                            | 06SH-157                          |
| 25                                | 1977年 10月21日                   | A面                               | 黄昏みたいに暗い朝                | 阿久悠                            | 井上忠夫                           | あかのたちお                      | 06SH-222                          |
| 25                                | 1977年 10月21日                   | B面                               | 夜曲                              | 阿久悠                            | 井上忠夫                           | あかのたちお                      | 06SH-222                          |
| 26                                | 1981年 5月21日                    | A面                               | 想い出のブルー・レイン            | 塚田茂                            | 宮川泰                             | 馬飼野康二                        | 07SH-1000                         |
| 26                                | 1981年 5月21日                    | B面                               | 白いスーツ                        | 岡田冨美子                        | 馬飼野康二                         | 馬飼野康二                        | 07SH-1000                         |
| 27                                | 1982年 6月21日                    | A面                               | ビギン・ザ・ビギン                | 有川正沙子                        | C.Porter                           | 服部克久                          | 07SH-1173                         |
| 27                                | 1982年 6月21日                    | B面                               | 夜曲                              | 阿久悠                            | 井上忠夫                           | あかのたちお                      | 07SH-1173                         |
| 日本コロムビア                    |                                   |                                   |                                   |                                   |                                    |                                   |                                   |
| 28                                | 1994年 3月21日                    | 01                                | ヨコハマ・ワルツ                  | 高村圭                            | 山崎一稔                           | 桜庭伸幸                          | CODA-400                          |
| 28                                | 1994年 3月21日                    | 02                                | ほろ酔い天使                      | 高村圭                            | 山崎一稔                           | 桜庭伸幸                          | CODA-400                          |
| キングレコード                    |                                   |                                   |                                   |                                   |                                    |                                   |                                   |
| 29                                | 1998年 6月26日                    | 01                                | 熱い炎                            | 岡田冨美子                        | 泉盛望                             | 桜庭伸幸                          | KIDX-391                          |
| 29                                | 1998年 6月26日                    | 02                                | 夏の果実                          | 岡田冨美子                        | 泉盛望                             | 桜庭伸幸                          | KIDX-391                          |
| 30                                | 1999年 3月26日                    | 01                                | 月の庭                            | 高須晶子                          | 馬飼野康二                         | 桜庭伸幸                          | KIDX-439                          |
| 30                                | 1999年 3月26日                    | 02                                | 過ぎた日々に                      | さいとう大三                      | 泉盛望                             | 桜庭伸幸                          | KIDX-439                          |
| 錦野旦 名義                       |                                   |                                   |                                   |                                   |                                    |                                   |                                   |
| 31                                | 2002年 6月26日                    | 01                                | Latin Lover                       | 高柳恋                            | H.Andersson M.Ankelius P.Johansson | 久保田邦夫                        | KICM-9                            |
| 31                                | 2002年 6月26日                    | 02                                | 月の庭 （ニューヴァージョン）     | 高須晶子                          | 馬飼野康二                         | 桜庭伸幸                          | KICM-9                            |
| ポニーキャニオン                  |                                   |                                   |                                   |                                   |                                    |                                   |                                   |
| 32                                | 2009年 12月16日                   | 01                                | 情熱のスタア・ディスコ            | 松井五郎                          | THFJ                               | 羽島亨                            | PCCA-70266                        |
| 32                                | 2009年 12月16日                   | 02                                | ガラスの部屋                      | G.Amendola R.Murolo               | G.Amendola E.Leoni                 | 羽島亨                            | PCCA-70266                        |

### デュエット・シングル
| 発売日         | デュエット   | 曲順 | タイトル     | 作詞     | 作曲   | 編曲     | 規格品番  |
| -------------- | ------------ | ---- | ------------ | -------- | ------ | -------- | --------- |
| 1985年 4月21日 | チョン・スラ | A面  | VIVA KOREA   | 佐藤順英 | 金在日 | 石田勝範 | 07SH-1631 |
| 1985年 4月21日 | チョン・スラ | B面  | 愛に萌える花 | 杉紀彦   | 金喜甲 | 石田勝範 | 07SH-1631 |

### アルバム

#### オリジナルアルバム/アナログ
| 枚          | 発売日         | タイトル                                                     | 備考／規格品番 |
| CBS・ソニー | CBS・ソニー    | CBS・ソニー                                                  | CBS・ソニー    |
| ----------- | -------------- | ------------------------------------------------------------ | -------------- |
| 1st         | 1971年4月1日   | '71の太陽                                                    | SOND-66049     |
| 2nd         | 1971年11月1日  | ギフトパック 太陽の騎士-にしきのあきら 恋・太陽・涙をうたう- | SONN-69009〜10 |
| 3rd         | 1972年4月21日  | 愛をありがとう                                               | SOLJ-10        |
| 4th         | 1972年8月21日  | 愛への出発                                                   | SOLL-10        |
| 5th         | 1972年12月21日 | 郷愁のうた                                                   | SOLL-25        |
| 6th         | 1973年5月21日  | 僕はおまえが好きなんだ                                       | SOLJ-64        |
| 7th         | 1973年9月21日  | はじめは片想い                                               | SOLJ-83        |
| 8th         | 1974年7月21日  | 青春の光と影                                                 | SOLL-77        |
| 9th         | 1975年6月      | 罪の色 十二章                                                | SOLL-146       |
| 10th        | 1976年12月5日  | 赤い恋のバラード                                             | SOLL-196       |

#### ライヴ・アルバム/アナログ
| 発売日         | タイトル                      | 備考／規格品番 |
| CBS・ソニー    | CBS・ソニー                   | CBS・ソニー    |
| -------------- | ----------------------------- | -------------- |
| 1976年12月21日 | にしきのあきら オン・ステージ | 25AH-133       |

#### 編集アルバム/アナログ
| 発売日         | タイトル                             | 備考／規格品番 |
| CBS・ソニー    | CBS・ソニー                          | CBS・ソニー    |
| -------------- | ------------------------------------ | -------------- |
| 1971年12月1日  | あきらと沙織                         | SOND-66075     |
| 1972年11月1日  | ギフトパック にしきのあきら          | SOLL-15        |
| 1973年11月1日  | ギフトパック にしきのあきら          | SOLL-41        |
| 1974年11月1日  | にしきのあきら ヒット全曲集          | SOLL-103       |
| 1975年6月1日   | にしきのあきら デラックス            | SOLI-44~45     |
| 1975年11月1日  | にしきのあきら ヒット全曲集          | SOLL-162       |
| 1976年6月21日  | Best of Best にしきのあきらのすべて  | 38AH-30~31     |
| 1976年11月1日  | Best Hits にしきのあきらヒット全曲集 | 25AH-90        |
| 1977年12月21日 | THE BEST にしきのあきら              | 25AH-317       |
| 1978年11月1日  | THE BEST にしきのあきら              | 25AH-610       |
| 1979年11月1日  | ザ・ベスト にしきのあきら            | 25AH-859       |
| 1981年11月1日  | THE BEST にしきのあきら              | 28AH-1353      |

### タイアップ曲
| 年     | 楽曲                   | タイアップ                                |
| ------ | ---------------------- | ----------------------------------------- |
| 1973年 | ピポピポ旅行           | TBS系テレビドラマ「走れ!ケー100」主題歌   |
| 1973年 | いいじゃないか         | TBS系テレビドラマ「走れ!ケー100」挿入歌   |
| 1977年 | がんばれ元気           | ラジオドラマ「がんばれ元気」主題歌        |
| 1994年 | ヨコハマ・ワルツ       | NEC「スピークス」CMソング                 |
| 2010年 | 情熱のスタア・ディスコ | テレビドラマ「やつらは多分宇宙人!」主題歌 |

## 書籍
- REVOLUTION45（リイド社、1993年、清水清太郎撮影ヘアヌード写真集）
- 最後のプロポーズ（ザ・マサダ、1999年）
- 錦野旦 ツキを呼ぶスター恐妻のススメ！（主婦の友社、2009年）